# Liberty Street (Manhattan)
Pour les articles homonymes, voir Liberty Street.
Liberty Street est une rue de l'arrondissement de Manhattan à New York.

## Situation et accès
Cette voie de l'arrondissement de Manhattan s'étend d'est en ouest dans le quartier de Lower Manhattan.

## Origine du nom
Le nom symbolise les idéaux de liberté et d'émancipation du nouveau pays, créé après son indépendance.

## Historique
Avant la Révolution américaine, la rue était connue sous le nom de « Crown Street », en référence à la monarchie britannique, et comprenait l'actuelle « Liberty Street » ainsi que l'actuelle Maiden Lane entre « Liberty Street » et Pearl Street. Elle a pris son nom en 1793 et la partie est a été ajoutée à Maiden Lane.
La partie ouest de la rue a été très endommagée lors des attentats du 11 septembre 2001.

## Bâtiments remarquables et lieux de mémoire
On y trouve en particulier One Chase Manhattan Plaza, Federal Reserve Bank of New York, One Liberty Plaza, Liberty Plaza Park, le site du World Trade Center, World Financial Center, Gateway Plaza, et Liberty Park.